# Alex Mann
Alexander Mann (ur. 11 listopada 1980 w Monachium) – niemiecki bobsleista, czterokrotny medalista mistrzostw świata.

## Kariera
Pierwsze sukcesy w karierze osiągnął w 2008 roku, kiedy wywalczył dwa medale podczas mistrzostw świata w Altenbergu. Najpierw wspólnie z Matthiasem Höpfnerem, Ronnym Listnerem i Thomasem Pöge zdobył brązowy medal w czwórkach, a następnie wraz z kolegami i koleżankami zwyciężył w rywalizacji drużynowej. Dwa medale zdobył również na rozgrywanych trzy lata później mistrzostwach świata w Königssee, gdzie razem z Karlem Angererem, Christianem Friedrichem i Gregorem Bermbachem wywalczył srebrny medal w czwórkach. Parę dni wcześniej zdobył także kolejny srebrny medal w rywalizacji drużynowej. W 2010 roku wziął udział w igrzyskach olimpijskich w Vancouver, zajmując siódme miejsce w czwórkach.